# Río Zarumilla
El río Zarumilla es parte de la frontera entre Ecuador y Perú. Nace en las serranías de Ecuador, a 850 m s. n. m. y desemboca en el golfo de Guayaquil (océano Pacífico), después de recorrer la frontera de los dos países en una longitud de 62,6 km. La superficie total de la cuenca abarca un área de 731,2 km². Geográficamente, los puntos extremos de su cuenca se hallan comprendidos entre los 3º 24' y 3º 53' de latitud sur y los 80° 9' y 80° 23' de longitud oeste. este rio no es navegable. Es el más boreal de la costa peruana.
Los principales cultivos en el valle son el plátano y el arroz, y en menor medida maíz amarillo duro, limón, soya y frejol.